# Tilbury-Rede
Die Tilbury-Rede gilt als berühmteste Rede der englischen Königin Elizabeth I. Angeblich richtete sie diese im August 1588 in Tilbury an ihre Truppen, die sich dort versammelt hatten, um die Invasion der spanischen Armada abzuwehren. 
Anfang April 1588 sandte Philipp II. die spanische Armada zur Invasion Englands aus. Die Armada sollte die Armee des Herzogs von Parma, einem von Philipps besten Generälen, über den Ärmelkanal nach England eskortieren. 
In England wurde eine Landstreitmacht nach Tilbury geschickt, um dort der Invasion Widerstand zu leisten. Am 8. August traf Elisabeth zusammen mit ihrem Generalleutnant, Robert Dudley, 1. Earl of Leicester, bei ihren Truppen ein. Sie war ganz in weißem Samt gekleidet, trug einen silbernen geschmückten Brustharnisch und hielt einen silbernen, goldgefaßten Feldherrenstab in der rechten Hand, als sie vor ihren Soldaten die berühmte Tilbury-Rede hielt. Als später die Nachricht eintraf, dass die Armada kurz davor sei, in England zu landen, wurde die Königin gebeten, sich in Sicherheit zu bringen. Elisabeth verkündete, sie wolle bleiben, komme, was wolle. Die Engländer gingen noch davon aus, dass die Spanische Armada sich neu formieren und erneut angreifen würde. Es wusste noch niemand, dass diese bereits im Ärmelkanal vernichtend geschlagen worden war. Zu Kampfhandlungen in Tilbury ist es nie gekommen. Als Elisabeth wenige Tage später das Lager verließ, war die Gefahr einer Invasion gebannt.

## Text
(in modernisierter englischer Rechtschreibung): 
My loving people,
We have been persuaded by some that are careful of our safety, to take heed how we commit our selves to armed multitudes, for fear of treachery; but I assure you I do not desire to live to distrust my faithful and loving people. Let tyrants fear, I have always so behaved myself that, under God, I have placed my chiefest strength and safeguard in the loyal hearts and good-will of my subjects; and therefore I am come amongst you, as you see, at this time, not for my recreation and disport, but being resolved, in the midst and heat of the battle, to live and die amongst you all; to lay down for my God, and for my kingdom, and my people, my honour and my blood, even in the dust. 
I know I have the body but of a weak and feeble woman; but I have the heart and stomach of a king, and of a king of England too, and think foul scorn that Parma or Spain, or any prince of Europe, should dare to invade the borders of my realm; to which rather than any dishonour shall grow by me, I myself will take up arms, I myself will be your general, judge, and rewarder of every one of your virtues in the field. 
I know already, for your forwardness you have deserved rewards and crowns; and We do assure you in the word of a prince, they shall be duly paid you. In the mean time, my lieutenant general shall be in my stead, than whom never prince commanded a more noble or worthy subject; not doubting but by your obedience to my general, by your concord in the camp, and your valour in the field, we shall shortly have a famous victory over those enemies of my God, of my kingdom, and of my people.

### Übersetzung
Mein geliebtes Volk,
Manch einer, dem unsere Sicherheit am Herzen liegt, versucht uns einzureden, wir sollen Vorsicht walten lassen, wenn wir uns bewaffneten Massen gegenüberstehen, aus Angst vor Verrat. Ich versichere euch aber, dass ich mein Leben nicht in Misstrauen gegen mein treu ergebenes Volk hinbringen will. Mögen Tyrannen sich fürchten. Ich habe mich immer so verhalten, dass ich nach Gott meine Hauptkräfte und meinen Schutz in die treuen Herzen und den guten Willen meiner Untertanen gelegt habe. Daher bin ich jetzt, wie ihr seht, nicht zu meinem Vergnügen, zu meiner Zerstreuung zu euch gekommen, sondern mit dem Entschluss, inmitten des Schlachtgetümmels unter euch zu leben oder zu sterben. Meine Ehre und mein Blut für meinen Gott, mein Königreich und mein Volk zu geben, und sei es im Staub. 
Ich weiß, dass ich zwar den Leib eines schwachen kraftlosen Weibes, dafür aber Herz und Mark eines Königs, noch dazu eines Königs von England habe, und ich kann nur darüber lachen, dass Parma oder Spanien oder irgend ein Herrscher Europas es wagen sollte, die Grenzen meines Reiches zu überschreiten. Eher dass durch mich Unehre über mein Land komme, will ich deshalb selbst zu den Waffen greifen, will selbst euer General, Richter und Belohner jeder einzelner eurer tapferen Handlungen auf dem Schlachtfeld sein. 
Ich weiß, dass allein eure Kühnheit schon Ruhm und Ehre verdient, und wir versichern euch mit herrscherlichem Wort, dass diese euch zuteil werden sollen. Inzwischen wird mein Generalleutnant meine Stelle einnehmen. Einen edleren und würdigeren Untertanen hat nie ein Fürst vor mir befehligt. Ich zweifle nicht, dass wir dank eures Gehorsams meinem General gegenüber, euerer Eintracht im Lager und eurer Tapferkeit im Feld schon bald einen ruhmreichen Sieg über die Feinde meines Gottes, meines Königreiches und meines Volkes erringen werden.

## Die Tilbury-Rede im Film
In den Verfilmungen Elizabeth I – The Virgin Queen von 2005 mit Anne Marie Duff, Elizabeth: The Golden Age von 2007 mit Cate Blanchett, und im Film Elizabeth I. von 2006 mit Helen Mirren spielt die Tilbury-Rede eine zentrale Rolle.